# Stavershult
Stavershult är en ort i Tåssjö socken i Ängelholms kommun i Skåne län. Den klassades av SCB som en småort år 1995.